# Kowalského homologace esterů
Kowalského homologace esterů je organická reakce sloužící k homologování esterů.
Reakce byla vyvinuta jako bezpečnější náhrada Arndtovy–Eistertovy reakce; není při ní potřeba diazomethan.